# Lotta Rosenström
Ingrid Charlotta Rosenström, ursprungligen Ingrid Egge, även  känd som Lotta Sandberg, född 21 maj 1941 i Hedvig Eleonora församling, Stockholm, är en svensk socionom och före detta sångerska (mezzosopran). Hon är dotter till Lars Egge och Isa Quensel.

## Biografi
Rosenström, då under namnet Ingrid Egge, var ursprungligen verksam som skådespelare, men efter att ha utexaminerats från Kungliga Musikhögskolan i Stockholm 1963 inledde hon en karriär som operett- och musikalsångerska. År 1967 anslöt hon sig till den då bildade Fickteatern och kom därefter att helt ändra sin musikaliska inriktning. Hon medverkade 1972–1975 under namnet Lotta Sandberg på musikalbum med musikgrupperna Arbetets söner & döttrar och Löpande bandet samt på Rolf Wikströms första soloalbum. 
Rosenström utbildade sig till socionom och senare även till sjuksköterska. Hon har varit verksam inom sjukvården samt som socialsekreterare och familjevårdsinspektör i Stockholms kommun, arbetskonsulent inom Stockholms läns landstings habilitering och projektledare för två riksomfattande projekt inom Riksförbundet för utvecklingsstörda barn, ungdomar och vuxna (FUB). Hon startade Läsombudsprojektet 1994 och var under lång tid chef för läsombudsverksamheten vid Centrum för lättläst. För dessa insatser har hon tilldelats Studieförbundet Vuxenskolans folkbildarstipendium 2007 och av Centrum för lättläst Det Lätta Priset 2012. Hon blev filosofie magister i socialt arbete vid Stockholms universitet 2009.

## Familj
Lotta Rosenström var gift första gången 1961–1963 gift med Tom Fahlén (född 1937), andra gången 1963–1969 med Etienne Glaser (född 1937), tredje gången 1969–1974 med Mårten Sandberg (1940–2015) och fjärde gången 1977–1982 med Christer Rosenström (född 1947).

## Teater

### Roller
| År   | Roll                 | Produktion                  | Regi         | Teater   |
| ---- | -------------------- | --------------------------- | ------------ | -------- |
| 1961 | En tredje tvätterska | Yerma Federico García Lorca | Bengt Ekerot | Dramaten |